# 十束村
十束村（とつかむら）は静岡県の遠州、豊田郡・磐田郡に属していた村である。磐田市中心部西方の天竜川左岸、おおむね東海道本線豊田町駅の南側一帯にあたる。

## 地理
- 河川：天竜川

## 歴史
- 1889年（明治22年）4月1日 - 町村制の施行により、宮本村、中島村、平間村、堀之内村、松本村、高木村、下本郷村、上本郷村、赤池村、仁兵衛新田が合併して豊田郡十束村が発足。
- 1896年（明治29年）4月1日 - 郡制の施行により所属郡が磐田郡に変更。
- 1955年（昭和30年）
  - 4月1日 - 掛塚町・袖浦村と合併して竜洋町が発足。同日十束村廃止。
  - 4月15日 - 竜洋町のうち旧十束村の一部（大字赤池・上本郷・下本郷・仁兵衛新田）が豊田村に編入。

## 交通

### 鉄道路線
現在は至近に東海道本線豊田町駅が所在するが、当時は未開業。